# Hymenoxys texana
Hymenoxys texana là một loài thực vật có hoa trong họ Cúc. Loài này được (J.M.Coult. & Rose) Cockerell mô tả khoa học đầu tiên năm 1904.